# سیارک ۵۷۰۹
سیارک ۵۷۰۹ (به انگلیسی: 5709 Tamyeunleung، نامگذاری:1977TS3) پنج هزار و هفتصد و نهمین سیارک کشف شده‌است که در ۱۲ اکتبر ۱۹۷۷ کشف شد.
قدر مطلق سیارک برابر ۵۳.۶ است.